# Municipio de Wilson A
El municipio de Wilson A (en inglés: Wilson A Township) es un municipio ubicado en el condado de Greene en el estado estadounidense de Misuri. En el año 2010 tenía una población de 4446 habitantes y una densidad poblacional de 1.294,58 personas por km².

## Geografía
El municipio de Wilson A se encuentra ubicado en las coordenadas 37°8′35″N 93°20′8″O / 37.14306, -93.33556. Según la Oficina del Censo de los Estados Unidos, el municipio tiene una superficie total de 3.43 km², de la cual 3.43 km² corresponden a tierra firme y (0%) 0 km² es agua.

## Demografía
Según el censo de 2010, había 4446 personas residiendo en el municipio de Wilson A. La densidad de población era de 1.294,58 hab./km². De los 4446 habitantes, el municipio de Wilson A estaba compuesto por el 87.47% blancos, el 4.45% eran afroamericanos, el 0.47% eran amerindios, el 2.34% eran asiáticos, el 0.09% eran isleños del Pacífico, el 1.37% eran de otras razas y el 3.8% pertenecían a dos o más razas. Del total de la población el 4.43% eran hispanos o latinos de cualquier raza.